# View-Master

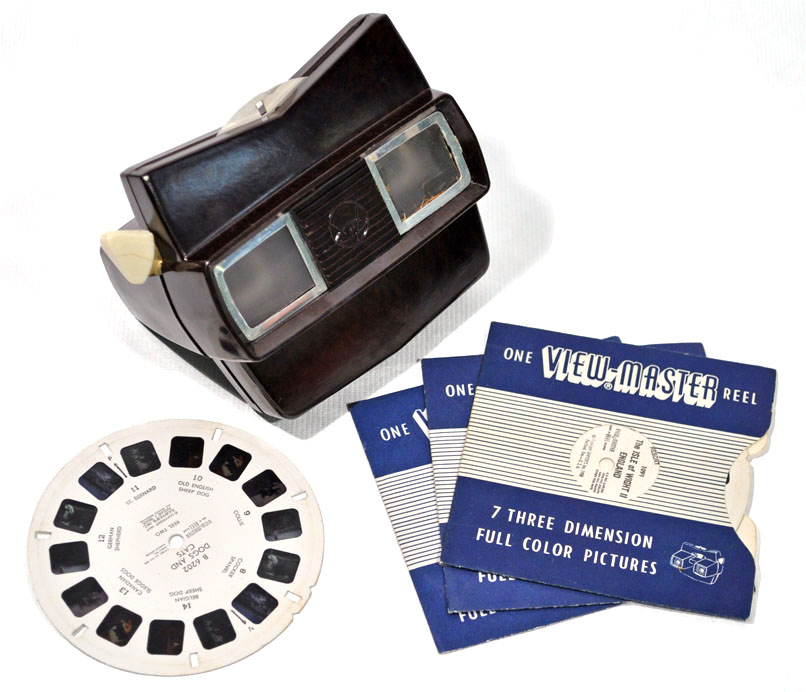
Sistema View-Master: visore Model E e dischetti

View-Master è un sistema di visione stereoscopica statunitense inventato da William Gruber e commercializzato per prima dalla Sawyer's nel 1938. Il sistema comprende: un visore stereoscopico, dischetti montanti 7 coppie di diapositive stereo, proiettori, fotocamere (Personal e MKII) e altri dispositivi per la visione o la ripresa di immagini stereoscopiche.
Nonostante si debba alla compagnia Tru-Vue il merito di aver commercializzato per prima un sistema basato su diapositive stereo (in bianco e nero), il View-Master è stato il primo sistema di visione 3-D a utilizzare un supporto di cartoncino, i View-Master reel, per coppie di diapositive stereo a colori.
Il marchio, passato di proprietà prima alla General Aniline & Film (GAF) nel 1966, successivamente a View-Master International o VMI (1981), View-Master Ideal (1987) e Tyco Toys (1989), è stato dal 1997 al 2019 di proprietà della Mattel, che lo ha acquisito nel momento in cui ha incorporato la Tyco Toys. La Mattel ha distribuito i visori e i dischetti tramite la divisione Fisher-Price fino al 2015, quando ha siglato un accordo con Google per la produzione di un visore stereoscopico digitale, distribuito sotto marchio Mattel. Il 1º novembre 2019 la Mattel ha annunciato infine la dismissione del visore virtuale e del marchio View-Master.
Nato infatti in un primo tempo come ausilio ottico per l'intrattenimento delle famiglie nordamericane presentando panorami degli Stati Uniti e successivamente dei paesi di influenza NATO, in un secondo tempo, soprattutto per opera della GAF, si è trasformato in un vero e proprio giocattolo destinato all'infanzia. Infine, nella sua nuova versione digitale, è tornato a configurarsi come intrattenimento rivolto a tutti.
Il sistema View-Master ha avuto numerose imitazioni prodotte a partire dai primi anni del secondo dopoguerra. Tra di esse le più popolari sono state lo Stereo•Rama, prodotto in Italia a Milano e dintorni da una serie di ditte tra gli anni cinquanta e sessanta, e il Meoskop, prodotto in Cecoslovacchia a Bratislava dalla Meopta tra il 1959 e il 1981.

## Storia

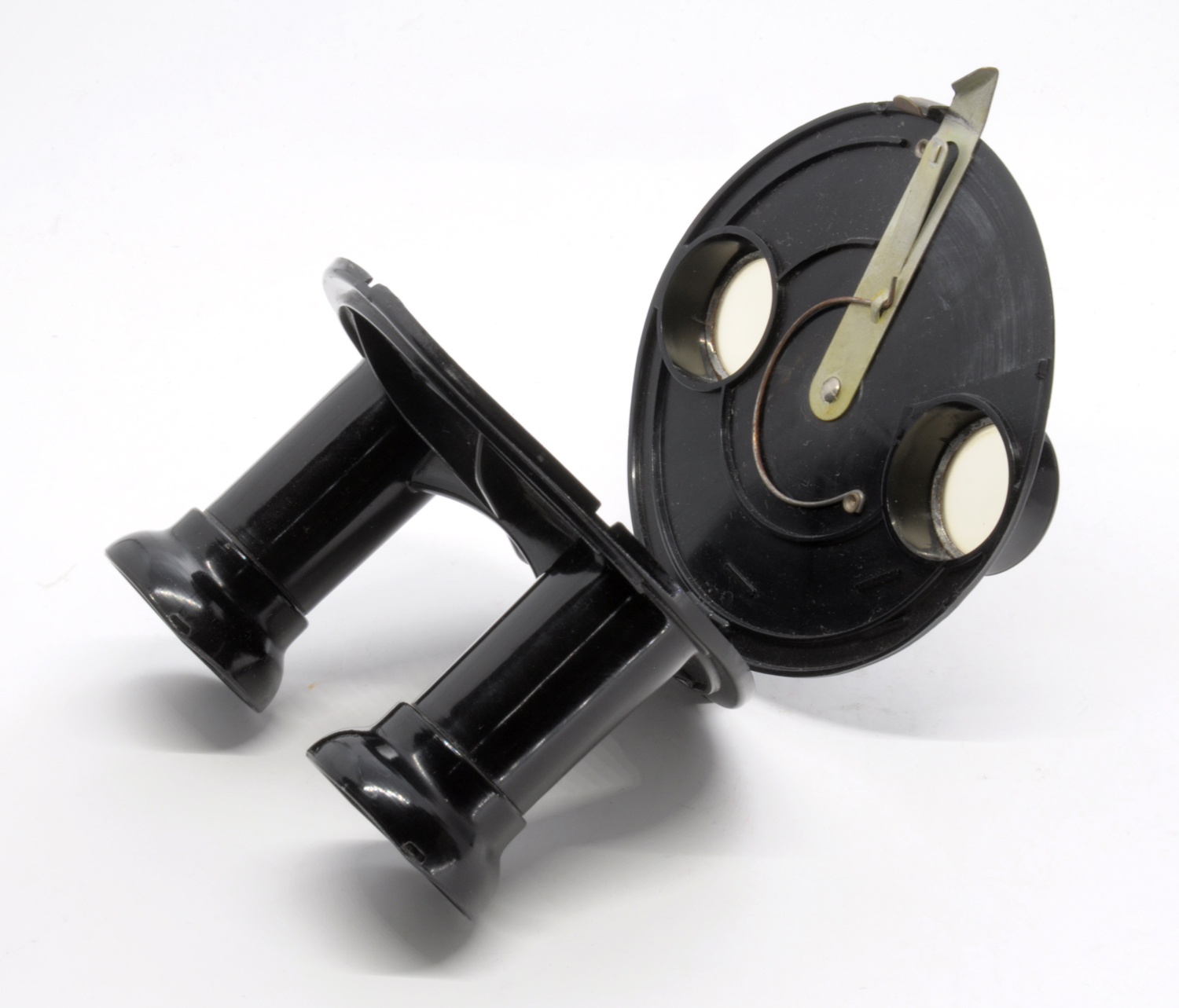
Il Model A aperto, primo visore View-Master ideato da Wilhelm Gruber e prodotto dalla Sawyer's alla fine degli anni trenta

Wilhelm Gruber era un riparatore di pianoforti tedesco, originario della Baviera, e appassionato di fotografia che dalla Germania di Weimar emigrò negli Stati Uniti durante gli anni venti e per un caso fortuito finì a Portland nell'Oregon.
Naturalizzato statunitense e cambiato il proprio nome in William Gruber, poliedrico e creativo inventore appassionato delle cose più disparate, dalla micologia alle automobili, progettò un sistema stereoscopico che utilizzava un dischetto di cartone come supporto per una coppia di 7 diapositive a colori e un comodo visore che ne permetteva lo scorrimento continuo al suo interno.
Nel 1938, durante una visita alle Oregon Caves, William Gruber ebbe l'occasione di incontrare Harold Graves, dal 1926 direttore della Sawyer's Photographic Service di Portland, a cui presentò la sua invenzione. Graves decise di produrre e commercializzare il visore stereo progettato da Gruber, entrando in società con lui.

### Sawyer's (1938-1966)

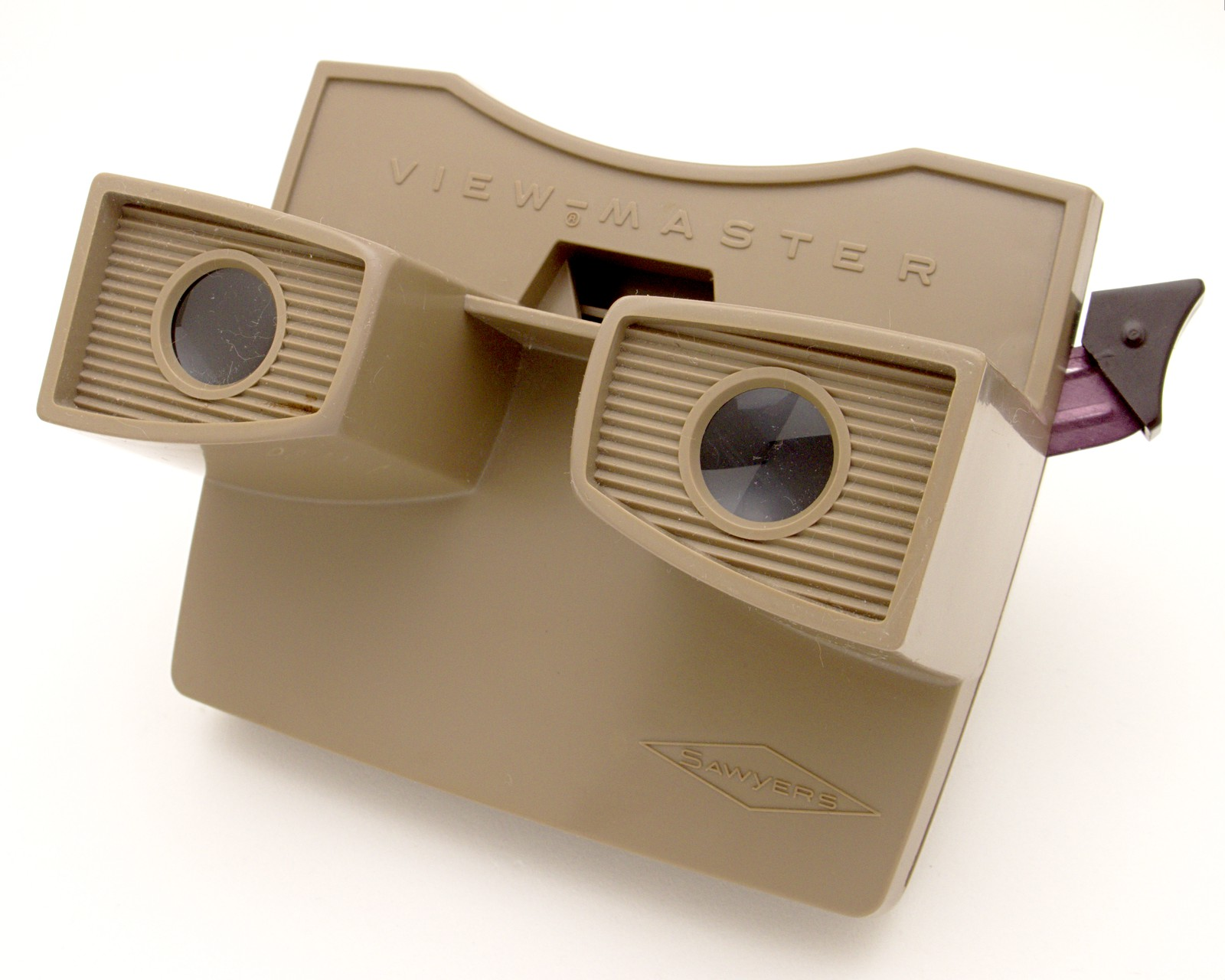
Model G Sawyer's, uno dei visori più diffusi

La Sawyer's era una ditta fondata nel 1914 specializzata nella produzione di cartoline paesaggistiche ritraenti panorami dei luoghi più suggestivi del territorio statunitense. Nel 1939 il primo View-Master Model A fu presentato al New York World's Fair di quell'anno.
Il primo utilizzo dell'invenzione di Gruber fu come supporto per la diffusione di immagini panoramiche riprese con la tecnica della fotografia stereo. Ben presto la Sawyer's abbandonò la produzione di cartoline illustrate per concentrarsi unicamente sul proprio visore stereo. Il sistema View-Master fu infatti inizialmente commercializzato in sostituzione delle cartoline 3D della Sawyer's e venne venduto nei negozi fotografici e di souvenir.
Durante la seconda guerra mondiale, tra il 1942 al 1945, l'esercito statunitense utilizzò il View-Master per l'addestramento dei suoi piloti, acquistando 100.000 visori e 6 milioni di dischetti, che commissionò alla Sawyer's con soggetti strategici. Il View-Master ebbe anche un utilizzo scientifico, realizzando dischetti stereoscopici per un atlante del corpo umano destinato agli studenti.
Nel 1950 la compagnia costruì una fabbrica a Beaverton, nell'Oregon. Nel 1951 la Sawyer's acquisì il sistema rivale Tru-Vue e con esso la licenza per poter commercializzare soggetti di proprietà di Walt Disney. La produzione di schede Tru-Vue (Tru-Vue cards) continuò per diversi anni sotto marchio Sawyer's, utilizzando i medesimi set prodotti per Wiew-Master. I set Tru-Vue Sawyer's consistevano infatti di 7 copie di diapositive cadauno montati su schede rettangolari.
Durante gli anni cinquanta la compagnia crebbe esponenzialmente, rendendo disponibili molti nuovi visori e molti dischetti, che cominciarono a venir accorpati in set da tre dischetti l'uno. In questo periodo la Sawyer's produsse visori più sofisticati rispetto ai modelli iniziali, che offrirono un'ottima visione, talvolta forniti di retro illuminazione autonoma, costruiti in bachelite e poi plastica rigida. In questi anni il sistema cominciò a anche venire indirizzato verso un pubblico infantile, offrendo soggetti legati a fiabe, cartoni animati e spettacoli di intrattenimento per ragazzi.
Nel 1952 venne prodotta la linea View-Master Personal, comprendente una fotocamera stereoscopica 35mm, una fustella per ritagliare le diapositive da montare su appositi dischetti vuoti, per poter così creare i propri dischetti view-master "personal" con immagini scattate amatorialmente. Nel 1962 venne commercializzato un nuovo sistema per la ripresa e la costruzione di dischetti personali, chiamato View-Master Stereo Color Camera o MKII, anch'esso, come il precedente, comprendente una fotocamera, una fustella e una serie di dischetti vuoti.

### GAF (1966-1981)
Nel 1966 il sistema View-Master venne acquisito dalla General Aniline & Film Corporation (GAF) che lo trasformò ulteriormente, indirizzandolo verso un pubblico esclusivamente infantile. La GAF tuttavia iniziò anche ad abbassare la qualità della produzione legata al marchio View-Master, producendo visori più economici e utilizzando un processo di sviluppo della pellicola diapositiva che negli anni non manterrà inalterati i suoi colori, presentando sovente un viraggio magenta.

### VMI (1981-1987), View-Master Ideal (1987-1989), Tyco Toys (1989-1997)
Tra la fine degli anni settanta e l'inizio degli anni ottanta il celebre visore stereoscopico entra in un periodo di forte crisi, dovuto certamente all'entrata in scena dei videogiochi, causa della crisi di molti altri giocattoli "tradizionali". Il fenomeno provocherà la chiusura di altre storiche case di giocattoli, come ad esempio la Mego.
In pochi anni il marchio passa di mano in mano venendo rivenduto da una compagnia all'altra, contemporaneamente a un declino delle vendite. Nel 1981, la GAF decide di liquidare per 24 milioni di dollari il marchio vendendolo ad Arnold Thaler. Il nome viene modificato in View-Master International Group (VMI).
Nel 1987 Thaler incorpora la Ideal Toy Company, acquistandola dalla CBS Toys Company, e rinomina così il gruppo in View-Master Ideal Group. Con questo marchio vengono commercializzati numerosi giocattoli che nulla hanno a che vedere con il sistema View-Master, né con la stereoscopia, né, molto spesso, nemmeno con i soggetti ritratti nei dischetti. Nel catalogo View-Master Ideal del 1988 compare ad esempio il sistema di intrattenimento interattivo View-Master Interactive Vision. View-Master Ideal ha però vita breve, poiché afflitta da una crisi di vendite. Così nel 1989 un nuovo passaggio di proprietà porta il marchio nelle mani della Tyco Toys.

### Mattel (1997-2019)
Nel 1997 la Mattel assorbe la Tyco Toys e il marchio View-Master viene messo in produzione per conto della sussidiaria Fisher-Price, con la quale la Mattel si era fusa nel 1993.
Nel febbraio 2015 viene annunciata la realizzazione, frutto di un accordo tra Mattel e Google, di un nuovo dispositivo View-Master stereoscopico digitale, "discendente" del Google CardBoard. Il nuovo visore, commercializzato a partire da ottobre 2015 al prezzo di $ 30,00, unisce lo storico visore stereoscopico di Portland e la tecnologia dello smartphone Android (in seguito dovrebbe essere disponibile anche per iOS), così da consentire un'esperienza stereoscopica nella realtà virtuale.
Il nuovo visore View-Master Virtual Reality consente di visualizzare, attraverso lo smartphone inserito all'interno dello stesso visore, una realtà virtuale stereoscopica in cui è possibile interagire, con finalità ludiche, di intrattenimento ed educative. Installando delle apposite app dedicate e puntando il visore in direzione di un apposito reel, cioè dischetto di plastica, è possibile godere di contenuti multimediali appositamente realizzati. Il visore può altresì venire utilizzato per la visione di altre app o video che utilizzano la medesima tecnica di visione, cioè la stereoscopia parallela. Questo nuovo visore, tuttavia, non permette di visionare i classici dischetti stereoscopici View-Master, il cui standard era rimasto immutato per oltre settantacinque anni.
Il marchio View-Master viene quindi svincolato dalla sussidiaria Fischer-Price, ottenendo un proprio sito internet indipendente e venendo venduto sotto marchio Mattel. Con questo nuovo visore, inoltre, il target del View-Master viene riportato da quello infantile, al quale era stato destinato negli ultimi decenni, a quello adolescenziale-adulto, riportandolo cioè a intrattenimento per tutta la famiglia, quale era in origine.
Il 1º novembre 2019 la Mattel annuncia la dismissione dei sistemi View-Master™ VR Starter Pack & Deluxe VR e l'interruzione del servizio di download app, decretando la fine di fatto del View-Master.

## Il View-Master in Europa
La diffusione in Europa del View-Master, avviene grazie alla sede belga del marchio, nel periodo di massima diffusione del visore stereoscopico in cui è di proprietà prima della Sawyer's e poi della GAF, cioè tra gli anni cinquanta e gli anni settanta.
In questo periodo vengono commercializzate versioni dei set di tre dischetti, oltre che in inglese, anche in francese, tedesco, olandese, italiano e spagnolo - versioni oggi di difficile reperibilità rispetto a quelle in inglese - destinate a paesi europei quali Regno Unito, Francia, Belgio, Paesi Bassi, Germania Ovest, Italia, Spagna, ecc.
Inoltre alcuni modelli di View-Master verranno prodotti per il solo mercato europeo, come ad esempio la versione "quadrata" del Model H, che negli Stati Uniti era invece diffuso in una versione arrotondata.
Con il declino del sistema avvenuto negli anni ottanta, il View-Master sparisce dagli scaffali di giocattoli europei, motivo per cui oggi, pur essendo stato ancora per lungo tempo in produzione negli Stati Uniti, viene considerato un oggetto legato alla metà del Novecento. Nel 2013 il View-Master è tuttavia ritornato sugli scaffali di giocattoli anche italiani, nei modelli più recenti prodotti dalla Mattel e con dischetti con soggetti contemporanei, quali soprattutto serie di animazione.

## Visori
Il visore View-Master è uno stereoscopio costituito da una sorta di "binocolo" dotato di lenti, che permettono di mettere a fuoco a una breve distanza coppie di diapositive montate su appositi dischetti.  I dischetti vengono inseriti in un alloggiamento, caricati dall'alto (a differenza dei primi due modelli Sawyer's), mentre una leva di avanzamento consente di passare alla coppia di diapositive successiva.
L'illuminazione viene normalmente fornita da un diffusore opaco, che permette alla luce naturale di retroilluminare le diapositive. Molto più raramente i visori sono dotati di illuminazione autonoma, alimentata da una batteria o da alimentazione di rete.
Questo tipo di sistema ottico, congiuntamente alle immagini riprodotte su diapositive, permette una ottimale illusione ottica di profondità tridimensionale, rispetto ai più antichi stereoscopi che utilizzavano stereogrammi su carta.

### Visori Sawyer's

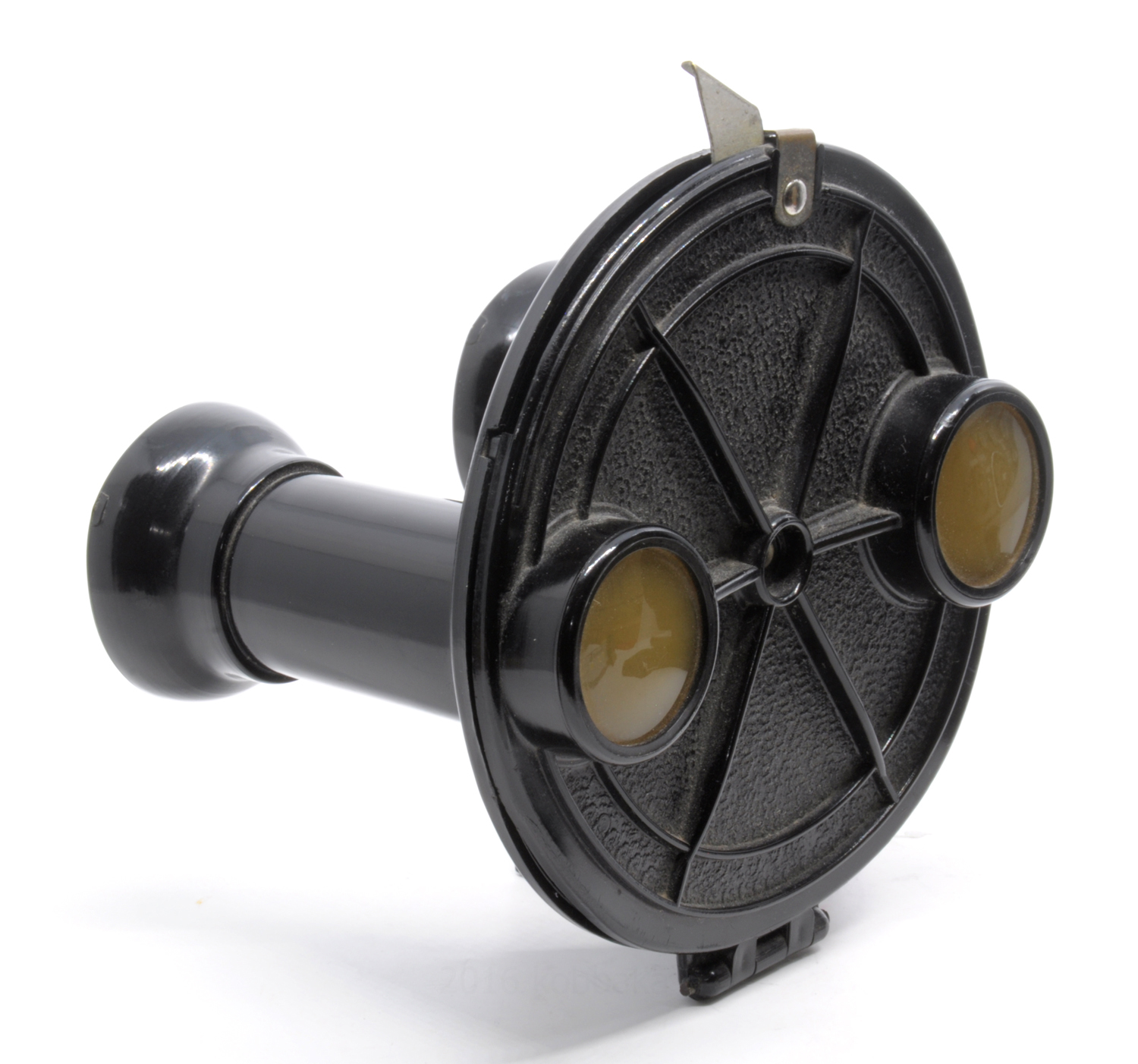
Visore modello "A" della Sawyer's: il primo View-Master mai prodotto

I primi visori prodotti dalla Sawyer's rimangono attualmente tra i più apprezzati dai collezionisti per il design e anche perché permettono una visione ottimale delle diapositive.
Prodotti per la maggior parte in bachelite marrone o nera, i primi modelli presentano meccaniche interne in metallo. Solo nel 1958 la Sawyer's rimpiazzerà la bachelite, come materiale di produzione dei propri visori, con una nuova plastica.
Il primo modello prodotto dalla Sawyer's su progetto di William Gruber, fu il Model A (in commercio dal 1938 al 1944). La plastica Tenite Kodak con cui era costruito si dimostrò ben presto un materiale troppo tenero e non permetteva un perfetto scorrimento del dischetto al suo interno. Infatti il successivo Model B (1944-1947) venne costruito nella più rigida bachelite nera, ovviando così ai problemi di deformazione. questi primi due modelli erano di forma circolare ed era necessario aprirli per poter inserire il dischetto al loro interno, operazione alquanto scomoda.

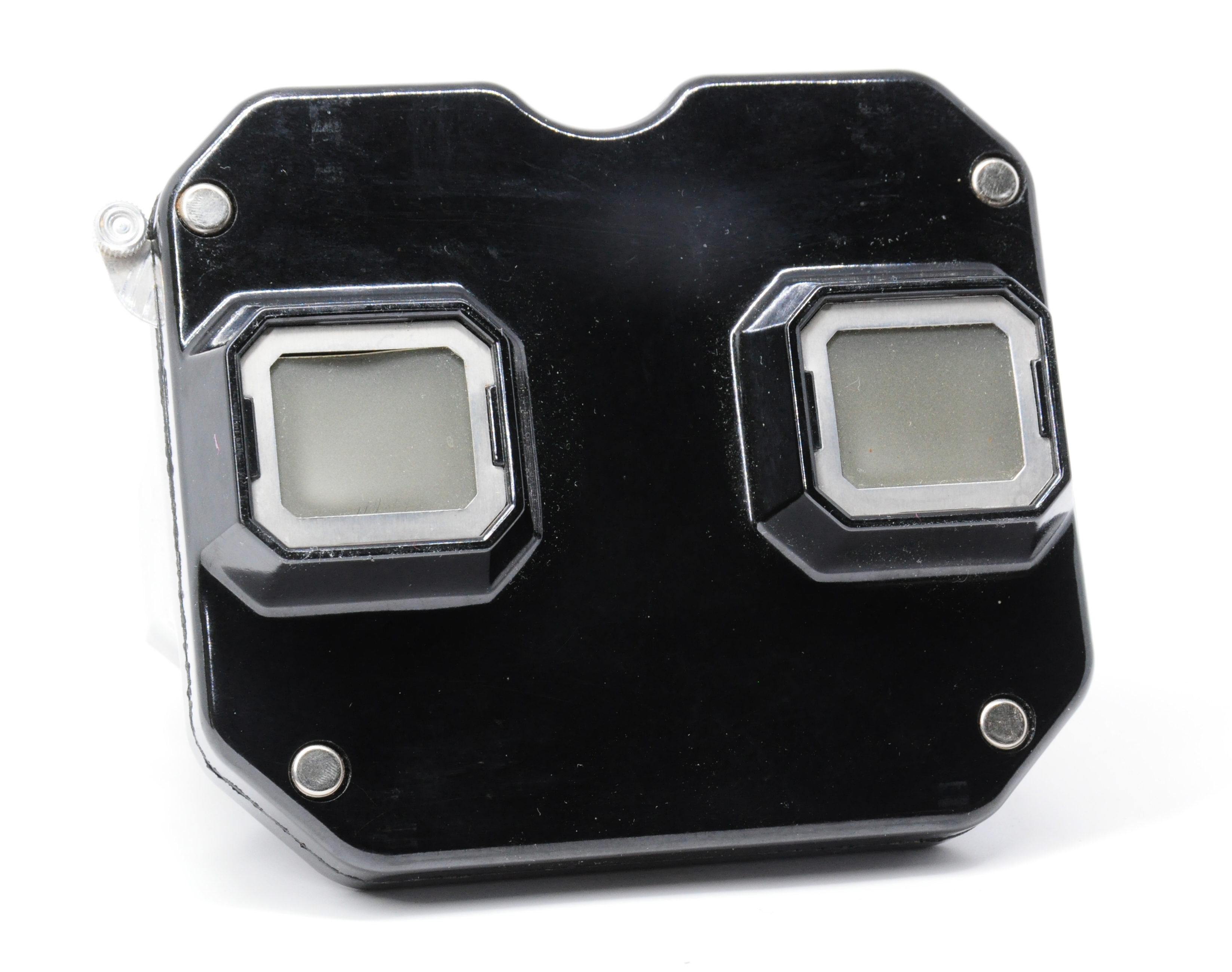
Visore Sawyer's View-Master Model C

Tra i più popolari visori prodotti dalla Sawyer's vi è il Model C. Il primo dalla forma quadrata, con inserimento del dischetto dall'alto, così da non dover più aprire lo stesso visore. Il Model C era prodotto in bachelite nera o, molto più raramente, marrone.
Il Model D (1955-1972), in bachelite nera, è il primo visore a presentare una messa a fuoco regolabile, un maggiore ingrandimento delle diapositive e per questo un'ottima visione grazie anche alle grandi e luminose lenti montate. Dotato di una illuminazione autonoma, a batterie o a corrente di rete, è il visore View-Master che garantisce in assoluto la migliore visione delle diapositive ed è perciò considerato la "Rolls Royce" dei View-Master.
Il Model E (1955-1961), comunemente prodotto in bachelite marrone, presentava una fessura per introdurre i dischetti a forma di "V", che ne ingentiliva il design rendendolo il visore esteticamente più affascinante.
Per il Model C e per il Model E furono prodotti due accessori esterni che permettevano di retroilluminare autonomamente le diapositive grazie ad una lampada alimentata a batterie.
Il Model F (1959-1966) fu il secondo visore prodotto dalla Sawyer's completo di retroilluminazione autonoma, in bachelite marrone e consente un buon ingrandimento delle immagini.
Tra i più diffusi visori View-Master il Model G (1959-1977) è certamente il più popolare. Fu il primo visore costruito in plastica leggera dalla Sawyer's, e prodotto in svariati colori: inizialmente beige, viene poi commercializzato in rosso dalla GAF, ma ne esistono numerose altre varianti tra le quali blu o bianco.
Nel 1976 di questo modello la GAF ne realizzerà una versione bianca e rossa, per commemorare il bicentenario della Dichiarazione d'indipendenza degli Stati Uniti d'America.

### Visori GAF

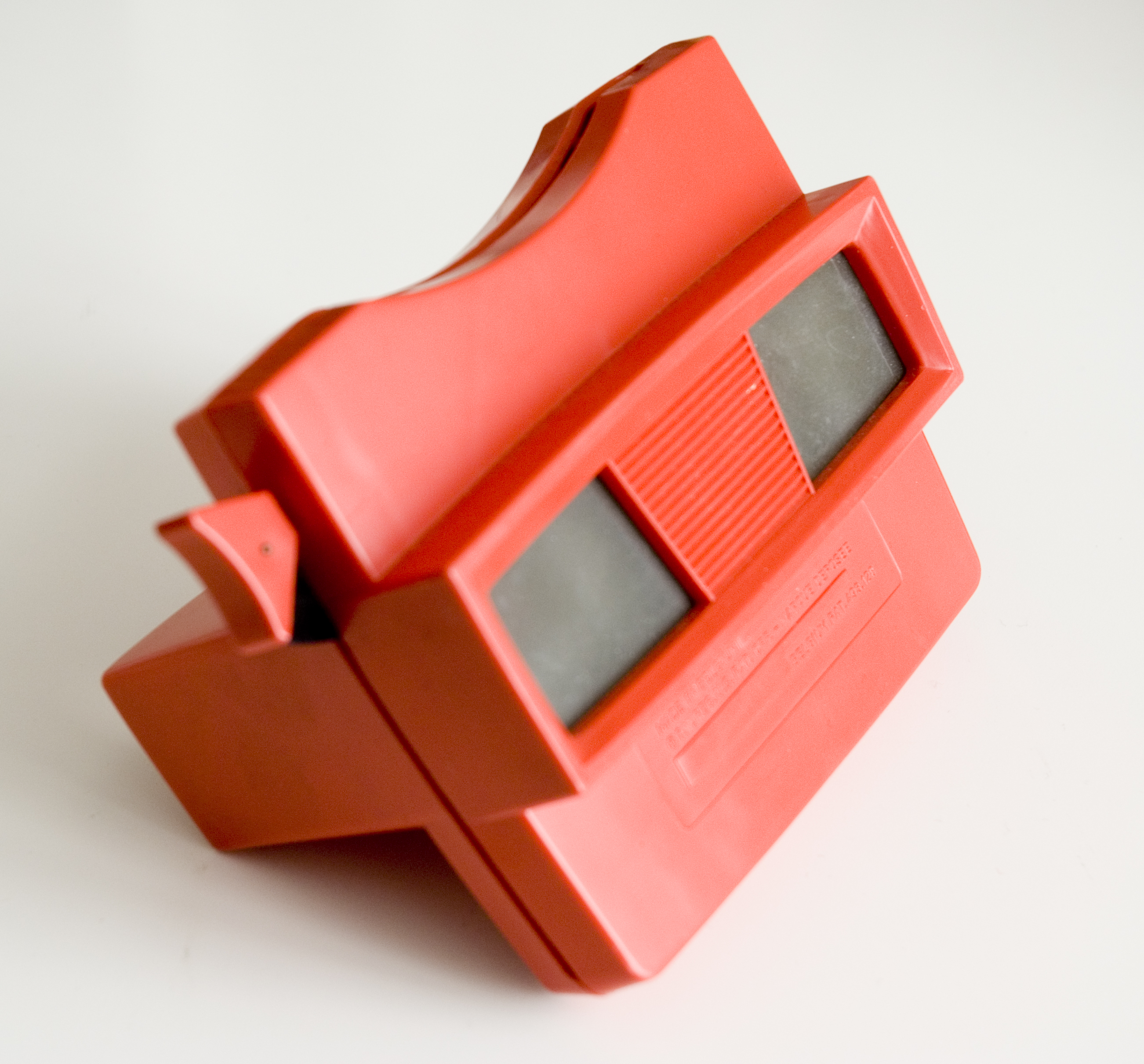
Versione GAF rossa del visore Model G

La GAF continuerà a commercializzare alcuni visori della Sawyer's, ma comincerà a sostituire i vecchi colori tipici della Sayer's con lo standard GAF rosso, come avvenuto con il Model G.
Il Model H (1966-1981) sarà il primo visore interamente GAF: è il terzo visore dotato di retroilluminazione indipendente alimentata a batteria, prodotto nella storia del View-Master. Mantiene ancora il color beige tipico della Saywer's, e viene distribuito in due varianti: quella europea, prodotta in Belgio, di forma quadrata, e quella statunitense, nelle varianti beige e azzurra, di forma arrotondata.
Nel 1970 la GAF introduce il Talking View-Master (lett. "View-Master parlante"), che permette di ascoltare le storie rappresentate sui dischetti, incise su un microsolco trasparente agganciato al dischetto: avanzando l'immagine, si passa ad ascoltare la traccia successiva. Il visore risulta più grande, sviluppato da un Model G, al quale somiglia nella parte superiore, con la parte inferiore allungata e contenente l'altoparlante e il meccanismo per la riproduzione audio.
Il Model J (1975-1994) venne fabbricato per un lungo periodo solamente in Belgio, rimanendo in produzione nonostante gli svariati passaggi di proprietà del marchio View-Master, per quasi vent'anni. Il colore principale è il rosso, ma innumerevoli varianti di colore ne furono prodotte. Assieme al Model G, il Model J (detto anche Model 10 per ovviare a possibili fraintendimenti sul tipo di modello nelle comunicazioni tra Stati Uniti ed Europa) è sicuramente tra i visori View-Master più diffusi e conosciuti.
Il Model K, conosciuto anche come Model 11 o Space Viewer, è tra i visori GAF certamente il più affascinante dal punto di vista del design e il più ricercato dai collezionisti. Di forma sferica, il diffusore posteriore ricorda vagamente il casco degli astronauti e le forme sferiche tanto di moda nella fantascienza del periodo, da cui il nome Space Viewer. Fu diffuso nei colori tipici del design dell'epoca: rosso, arancione e nero.
Il Model 12 è la versione retroilluminata del Model 11.
Il Model L (1977-2000), l'ultimo prodotto dalla GAF, rimarrà in produzione per 23 anni, passando ai successivi proprietari fino alla Mattel e sarà il più diffuso visore View-Master degli anni novanta. Tuttavia, rispetto ai visori precedenti, è il primo a presentare alcune deficienze nella visione delle diapositive, quali una peggiore messa a fuoco e una lieve distorsione delle immagini.

### Visori VMI, View-Master Ideal, Tyco Toys, Mattel/Fisher-Price

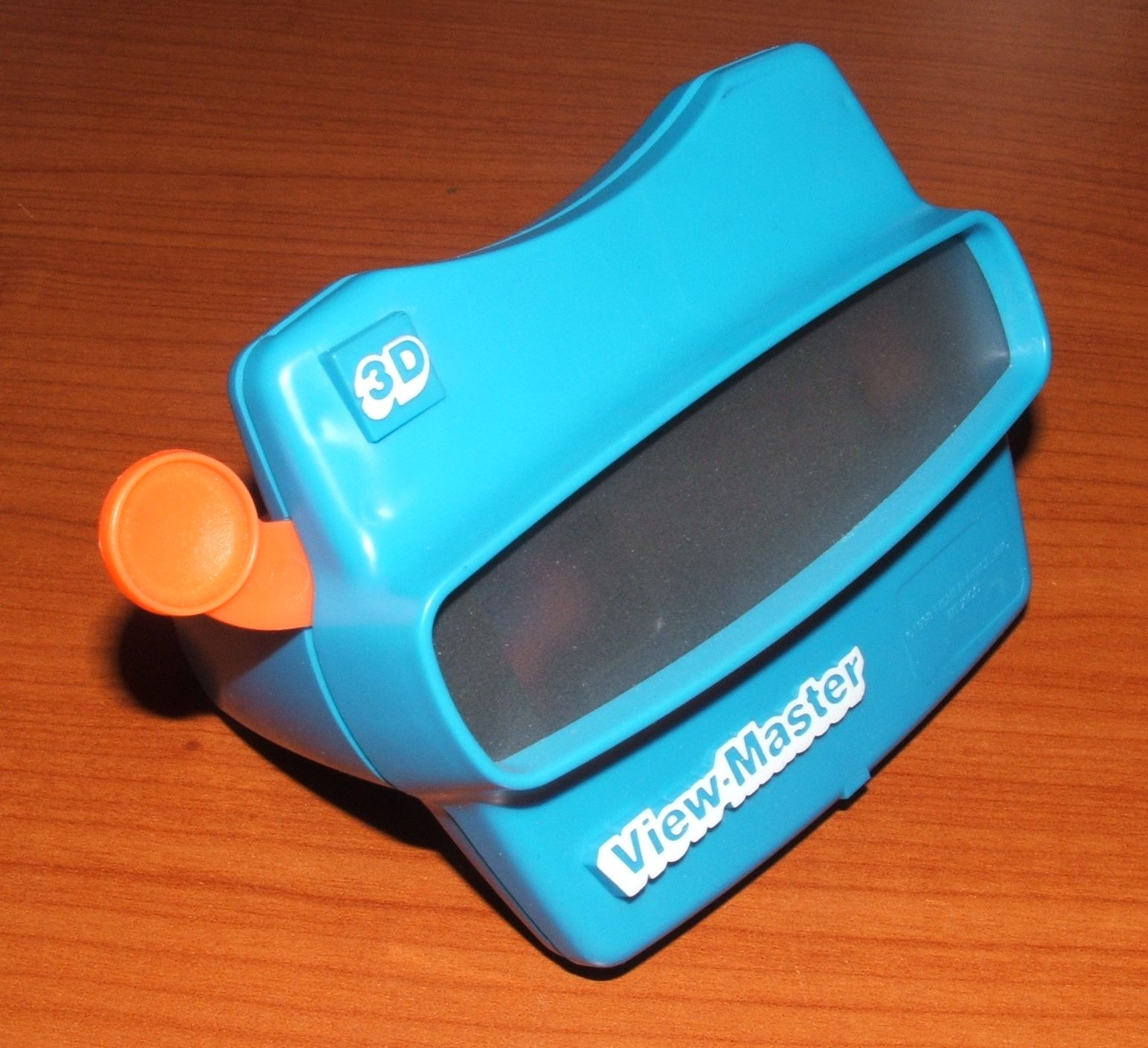
Visore View-Master Model L della Mattel Fisher-Price

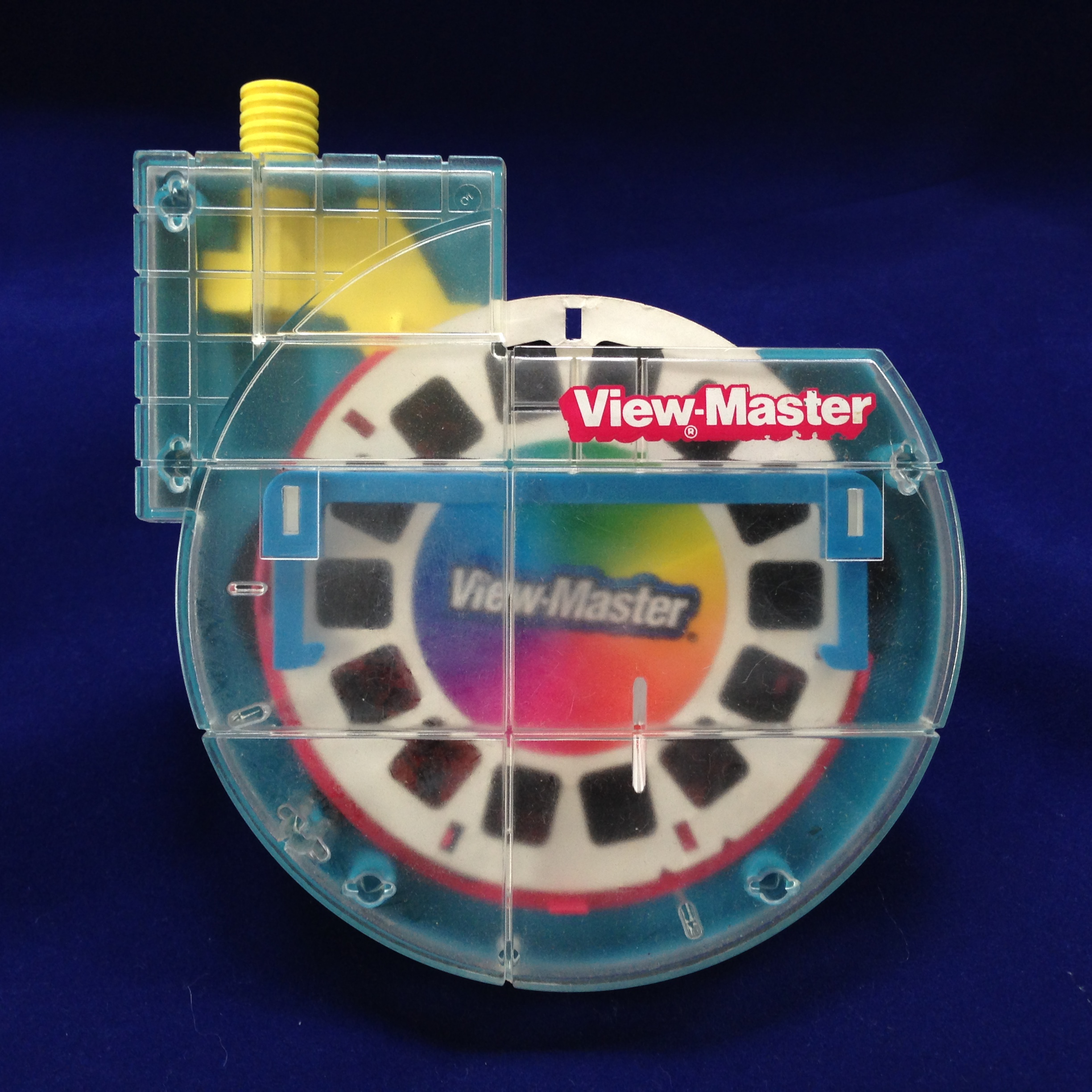
Visore View-Master Model M

I successivi proprietari del marchio View-Master hanno continuato a produrre per lo più i principali e più economici visori introdotti dalla GAF, quali il Model G e il Model L. Poche e poco significative innovazioni sono state introdotte nella fabbricazione dei nuovi visori.
A metà anni ottanta la VMI introduce il Model M (1986-1990). Questo visore rappresenta un curioso tentativo di rinnovare il design del visore dandogli un'impronta più moderna. Lo identifica l'enorme tasto giallo utilizzato per l'avanzamento dei dischetti che gli vale il soprannome di Push Button Viewer. Tuttavia sparirà rapidamente dalla produzione anche a causa di un difetto di fabbricazione che oscura parte delle diapositive.
Il Model N (1992-1998), prodotto dalla Tyco Toys, a quanto pare è l'unico ad essere dotato di una doppia illuminazione: quella tradizionale tramite il diffusore posteriore e autonoma, grazie ad una coppia di batterie AAA.
Tra gli anni ottanta e novanta, vengono prodotti svariati Face Viewer, ovvero visori dotati di una maschera riproducente la faccia del personaggio protagonista del set di dischetti forniti in dotazione. Si tratta in tutti i casi di maschere montate sul tradizionale Model L. Negli anni duemiladieci, la Fisher-Price mette in vendita nuovi visori Face Viewer. Non si tratta, come nei casi precedenti, di maschere sovrapposte al visore, ma di semplici stampe di facce di vario tipo su una versione aggiornata del classico Model L. Tra questi personaggi Dart Fener, Hello Kitty, Uomo Ragno, un Minion, creatura del film di animazione Cattivissimo me.
Nel 1997 la Tyco Toys propone una nuova versione digitale del Talking View-Master (lett. "View-Master parlante"), il visore incorpora una pellicola contenente le diapositive e un microchip in cui sono registrati i suoni. Purtroppo questo tipo di visore non permette di sostituire il soggetto.
Negli anni successivi al 2000 la Mattel introdurrà alcuni nuovi modelli, tra questi un visore con alloggiamento orizzontale del dischetto (il Model O) che permette la visione corretta attraverso specchietti montati a 45º, e il classico visore Fisher-Price, denominato Virtual View-Master.

### Visore Mattel/Google
Nel 2015 la Mattel, dopo aver siglato un accordo con Google, introduce il nuovo visore stereoscopico digitale View-Master Virtual Reality, derivato del visore Google CardBoard. Venduto in una confezione chiamata View-Master Virtual Reality Starter Pack, il nuovo visore non è più adatto alla visione dei classici dischetti stereoscopici, standard View-Master per oltre 75 anni. Il nuovo dispositivo è invece progettato per venire utilizzato con diversi modelli di smartphone compatibile (soprattutto Samsung), su cui installare apposite app. Il visore, utilizzato in coppia con un reel in dotazione (un dischetto di plastica verso cui puntare il visore), consente la visualizzazione delle app e di contenuti multimediali interattivi.

### Elenco dei modelli
Di seguito una tabella schematica con i modelli di visori View-Master.
| Modello                          | Periodo produzione | Casa produttrice                    | Messa a fuoco | Illuminato | Colore principale                                               | Altri colori                                                                                             | Note | Immagine |
| -------------------------------- | ------------------ | ----------------------------------- | ------------- | ---------- | --------------------------------------------------------------- | --- | --- | -------- |
| A                                | 1938-1944          | Sawyer's                            | No            | No         | nero                                                            | - | Modello rotondo in plastica Tenite Kodak. |          |
| B                                | 1944-1947          | Sawyer's                            | No            | No         | nero                                                            | marrone, blu                                                                                             | Modello rotondo in bachelite. |          |
| C                                | 1946-1955          | Sawyer's                            | No            | No         | nero                                                            | marrone                                                                                                  | Primo modello quadrato, con apertura per inserimento del dischetto dall'alto, in bachelite. Poteva essere dotato di lampada retroilluminante supplementare separata. |          |
| D                                | 1955-1972          | Sawyer's/GAF                        | Sì            | Sì         | nero                                                            | marrone                                                                                                  | Primo modello retroilluminato. In bachelite. |          |
| E                                | 1955-1961          | Sawyer's                            | No            | No         | marrone                                                         | nero, rosso, blu                                                                                         | In bachelite. Poteva essere dotato di lampada retroilluminante supplementare separata. |          |
| F                                | 1959-1966          | Sawyer's                            | No            | Sì         | marrone                                                         | - | Secondo modello retroilluminato, in bachelite. |          |
| G                                | 1959-1977          | Sawyer's/GAF                        | No            | No         | marroncino chiaro (Sawyer's), rosso (GAF)                       | bianco (Sawyer's - soprannominato "albino"), bianco chiaro (Sawyer's), bianco/rosso (GAF), azzurro (VMI) | Primo modello in plastica. |          |
| Compact Viewer                   | 1960               | Sawyer's                            | No            | No         | marrone                                                         | - | Visore compatto pieghevole in metallo commercializzato dalla Sawyer's attorno al 1960. |          |
| H                                | 1966-1981          | Sawyer's/GAF                        | No            | Sì         | marroncino chiaro (Sawyer's, USA) grigio (GAF, Belgio)          | azzurro (GAF, USA)                                                                                       | Retroilluminato. Distribuito in due varianti, la prima, arrotondata, diffusa solamente negli Stati Uniti, è stata prodotta inizialmente dalla Sawyer's in color marroncino chiaro e successivamente dalla GAF in azzurro; la seconda, quadrangolare, diffusa in Europa, è stata prodotta dalla GAF in grigio chiaro. |          |
| Talking (I)                      | 1970-1981          | Sawyer's/GAF                        | No            | No/Sì      | marroncino chiaro (Sawyer's), bianco/rosso (GAF), azzurro (GAF) | - | La prima versione del Talking View-Master è stata messa a punto dalla Sawyer's, viene tuttavia commercializzato dalla GAF a partire dal 1970. |          |
| Folding Stereo Viewer            | 1974               | GAF                                 | No            | No         | marroncino chiaro                                               | - | Visore compatto e pieghevole in plastica prodotto dalla GAF per visionare i dischetti allegati al manuale medico pubblicato dalla Mosby. |          |
| J o 10 (Ten)                     | 1975-1994          | GAF/VMI/View-Master Ideal/Tyco Toys | No            | No         | rosso                                                           | giallo, blu, nero, nocciola, viola (GAF)                                                                 | - |          |
| K o 11 (Eleven) o Space Viewer   | ?                  | GAF                                 | No            | No         | rosso                                                           | arancio, giallo, nero, argento                                                                           | - |          |
| 12 (Twelve)                      | 1976-1978          | GAF                                 | No            | Sì         | grigio                                                          | - | - |          |
| L                                | 1977-2000          | GAF/VMI/View-Master Ideal/Tyco Toys | No            | No         | rosso (GAF), azzurro (Tyco Toys)                                | - | Visore prodotto dal 1977 al 2000. Inizialmente la leva di avanzamento era una sfera tonda. Il visore è rimasto in uso durante i passaggi di mano da GAF a VMI, a Ideal e infine a Tyco Toys. Utilizzato inoltre come base per i Face Viewer di Batman, Topolino, Big Bird e Casper.                                  |          |
| Talking (II)                     | 1984-1984          | GAF                                 | No            | No         | bianco                                                          | - | - |          |
| M                                | 1986-1990          | VMI                                 | No            | No         | azzurro/trasparente                                             | rosso/trasparente                                                                                        | - |          |
| Face Viewer                      | anni 1990-2010     | Tyco Toys/Fisher-Price              | No            | No         | vari                                                            | vari | Variante del classico Model L con sovrapposte delle maschere o sovrastampe di personaggi del fumetto o del cinema di animazione. |          |
| N                                | 1992-1998          | Tyco Toys                           | No            | Si         | arancio                                                         | - | |          |
| Talking (III)                    | 1997-1997          | Tyco Toys                           | No            | No         | bianco/rosso                                                    | - | |          |
| O                                | ?                  | Mattel Fisher-Price                 | No            | No         | azzurro                                                         | - | |          |
| Virtual                          | ?                  | Mattel Fisher-Price                 | No            | No         | rosso                                                           | - | |          |
| SuperSound                       | 2005-?             | Mattel Fisher-Price                 | No            | No         | grigio                                                          | - | |          |
| View Crew                        | ?                  | Mattel Fisher-Price                 | No            | No         | bianco, verde, giallo, azzurro                                  | - | 6 visori a forma di altrettanti personaggi e con 6 differenti nomi: ViewerDog (cane), ViewerFrog (rana), ViewerTiger (tigre), ViewerElephant (elefante), Rudolph (renna), Santa (Babbo Natale). |          |
| Binocolo (in inglese Binoculars) | ?                  | Mattel Fisher-Price                 | No            | No         | nero-rosso                                                      | - | Binocolo convertibile in visore per dischetti, con caricamento orizzontale, commercializzato in gift set con set di tre dischetti. |          |
| View-Master Virtual Reality      | 2015-2019          | Mattel                              | No            | No         | nero-rosso-bianco                                               | - | Visore stereoscopico digitale da utilizzare con smartphone Android o iOS. |          |

## Dischetti

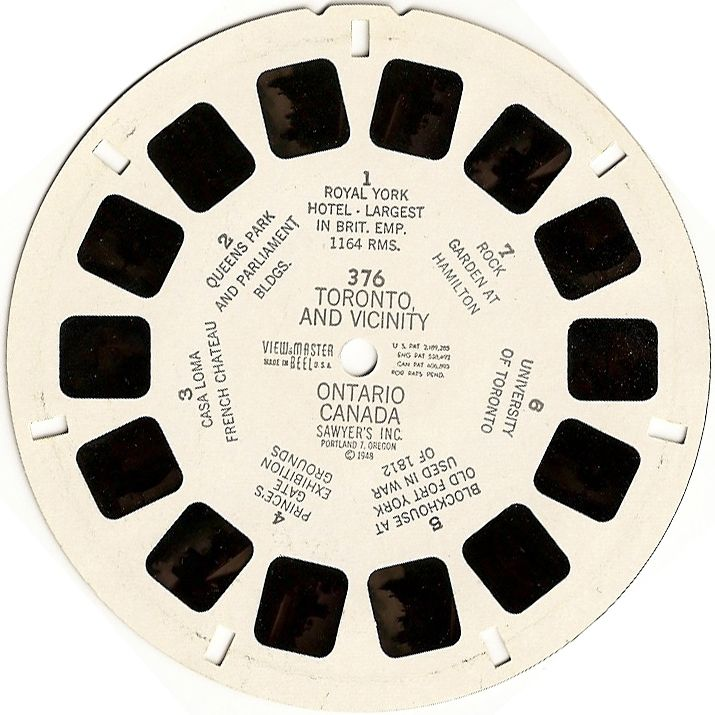
Dischetto View-Master con 7 coppie di diapositive stereo

I dischetti View-Master (View-Master reels), circolari, montano 7 coppie di diapositive stereo a colori su pellicola a 16 mm. È proprio il numero di coppie dispari, che permette al visore di mostrare sempre e soltanto le sette coppie "diritte": saltando due diapositive ad ogni scatto, impedisce infatti di vedere le stesse diapositive "a testa in giù".
Interrogato a tal proposito sul perché sia stato scelto il numero di 7 coppie, William Gruber rispose che semplicemente era il numero dispari di coppie di immagini alla distanza oculare, che potevano stare in un dischetto.
I soggetti dei dischetti sono i più disparati, coprendo praticamente l'intero scibile umano (la View-Master di Portland non ha mai prodotto soggetti erotici, tuttavia ne esistono prodotti dai suoi imitatori).
I primi soggetti pubblicati dalla Sawyer's ritraevano panorami e città statunitensi e messicani, e i dischetti venivano venduti singolarmente. Dalla fine della II Guerra Mondiale, la Sawyer's aggiunse anche panorami di paesi coinvolti direttamente negli scontri bellici: Giappone, Francia, Italia, Regno Unito, Germania, Austria, eccetera. E altri paesi europei esterni al blocco sovietico, quali Spagna o Svizzera.
Nello stesso periodo furono realizzati anche i primi soggetti destinati ad un pubblico infantile: fiabe realizzate attraverso la tecnica dei diorami. Altri soggetti coinvolgevano attori o soggetti pubblicitari, ma dischetti per View-Master furono utilizzati anche per pubblicizzare l'uscita di film in 3-D, il caso più celebre è sicuramente quello de Il mostro della laguna nera diretto da Jack Arnold. Del dischetto però, per quanto ricercato dai collezionisti, non è finora mai stata reperita nessuna copia, ne viene pertanto messa in dubbio l'esistenza, nonostante esista un kit promozionale che lo reclamizzi.
Negli anni cinquanta la Sawyer's cominciò a raggruppare i suoi dischetti per soggetti similari a gruppi di 3, i View-Master reel set, proponendo sempre più spesso vere e proprie storie raccolte in bustine e corredate di un libretto narrativo. Con il passaggio alla GAF questi soggetti divennero preponderanti, e al catalogo furono aggiunte via via sempre più storie per ragazzi tratti da film, telefilm, cartoni animati, ispirati a giocattoli (con storie che vede protagonista la bambola Barbie) o nuove fiabe.
Negli anni settanta furono messi fuori catalogo i vecchi soggetti paesaggistici, introducendone sempre meno di nuovi, facendo diventare il View-Master un "giocattolo" destinato al solo pubblico infantile. Tuttavia, soprattutto durante gli anni ottanta, vengono distribuiti anche soggetti a tema musicale, ritraenti celebri artisti musicali come avvenuto ad esempio nel caso dei Kiss, di Adam Ant e di Michael Jackson, per il quale venne realizzato il set di dischetti tratti dal videoclip Thriller. Anche negli anni novanta, accanto ai preponderanti soggetti infantili, vennero messi in commercio soggetti legati a lungometraggi live-action, come accaduto ad esempio nel caso di Batman - Il ritorno o di Dick Tracy.
Nell'attuale catalogo Mattel/Fisher-Price i soggetti sono quasi esclusivamente tratti da film di animazione della Walt Disney Pictures o che hanno come protagonisti personaggi dei giocattoli Mattel. Tuttavia a tutt'oggi vengono venduti, esclusivamente negli Stati Uniti, anche soggetti paesaggistici, in prossimità di località di interesse turistico, come ad esempio il set dedicato a Graceland, la dimora di Elvis Presley a Memphis nel Tennessee.
Dal dicembre 2008 la Mattel ha messo definitivamente fuori produzione tutti i soggetti paesaggistici.

### Supporto fotografico
La pellicola diapositiva utilizzata dalla Sawyer's per la realizzazione dei dischetti del View-Master è la Kodachrome, fabbricata dalla Kodak, che permette di godere dei colori originali dei dischetti View-Master a tutt'oggi.
Nel 1977 però la GAF impose l'utilizzo delle proprie pellicole nella produzione dei dischetti View-Master. Le pellicole, purtroppo, di qualità inferiore, invecchiando mostrano una dominante rosso-magenta, che ne inficia il valore collezionistico oltre alla qualità visiva.

### Supporti per Talking View-Master
La prima versione del visore Talking del 1970 utilizza uno speciale dischetto che monta sul retro un microsolco in plastica trasparente. Il microsolco viene suonato dall'apposito stereoscopio durante la visione: ad ogni traccia audio corrisponde una coppia di diapositive del dischetto. All'inserimento del dischetto, il dispositivo viene "azzerato", ripartendo dalla prima traccia. Al procedere del cambio delle immagini, il dispositivo passa ad eseguire anche le tracce successive del supporto audio.
Il secondo visore Talking del [984 utilizza un sistema similare al primo Talking, tuttavia il supporto audio è montato separatamente rispetto al dischetto contenente le diapositive stereoscopiche, su una stessa scheda rettangolare di plastica. Tale scheda va inserita con il microsolco in basso e il View-Master reel in alto. A differenza del primo, in questo caso l'audio procede indipendentemente dall'avanzamento delle immagini: il microsolco viene azionato al suo inserimento e un "bip", terminata la lettura della prima traccia, avverte che è il momento di cambiare l'immagine. L'audio del secondo visore risulta inoltre qualitativamente migliore del primo.
Il terzo modello di visore Talking del 1997, infine, utilizza una cartuccia contenente una pellicola, che viene avanzata orizzontalmente, mentre l'audio è affidato ad un microchip.

### Dischetto digitale
Il dischetto abbinato al visore stereoscopico digitale View-Master Virtual Reality, che per primo non è compatibile con i dischetti standard View-Master per oltre 75 anni, non fornisce alcuna immagine da visualizzare con il visore. Funge altresì da dispositivo di connessione: puntandovi il visore è possibile visualizzare contenuti aggiuntivi e navigare all'interno delle app ufficiali fornite da View-Master.

## Altri prodotti
A fianco del sistema View-Master composto da visore e dischetti stereoscopici, fin dagli anni cinquanta sono stati commercializzati vari altri prodotti. Taluni prodotti introdotti soprattutto a partire dalla cessione del marchio alla GAF, sfruttano il marchio View-Master pur non essendo minimamente correlati con la stereoscopia né con il sistema View-Master strettamente detto.

### Personal

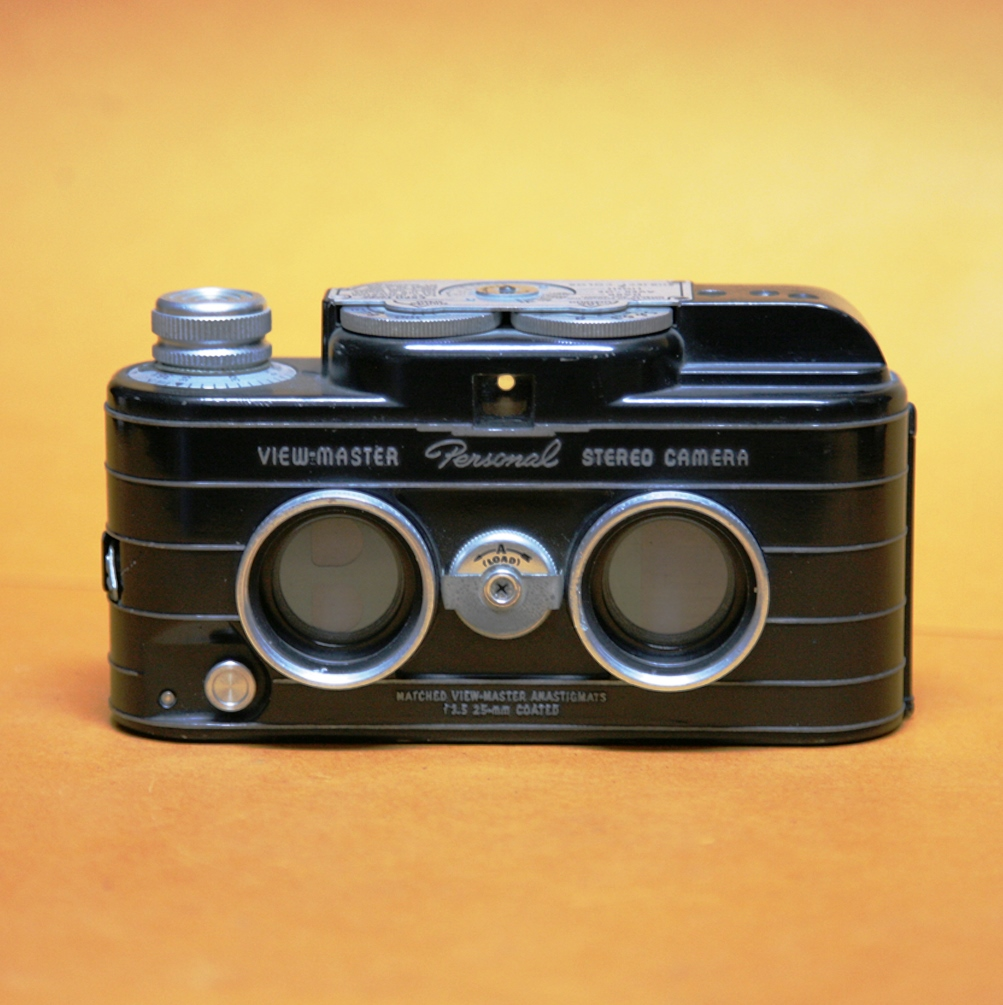
View-Master Personal Stereo Camera

Negli anni cinquanta la Saywer's commercializza un sistema per la produzione casalinga di dischetti stereoscopici View-Master con immagini amatoriali realizzate in proprio. Il sistema prende il nome di Personal e comprende una fotocamera stereoscopica 35 mm, la View-Master Personal Stereo Camera, progettata per produrre diapositive stereoscopiche 12,90x11.90 mm, che, una volta montate sugli appositi dischetti, sono visibili in rilievo attraverso un visore View-Master. Nel sistema sono inoltre compresi una fustella, che permette di tagliare correttamente le diapositive stereoscopiche parallele, e dischetti vuoti in cui inserire le stesse.

### Mark II
Stereo Color Camera, anche conosciuto come Mark II o MKII, è il secondo sistema View-Master, derivato dal Personal, per permettere la realizzazione artigianale di dischetti stereoscopici da poter visionare con un visore View-Master. I due sistemi tuttavia non sono tra di essi compatibili, dal momento che le immagini su MKII vengono impressionate in modo differente rispetto al Personal. Nel Personal la pellicola scorre orizzontalmente, permettendo di impressionare due file di fotogrammi parallele. Nel caso dell'MKII, la pellicola 35mm ha invece scorrimento diagonale. Necessita pertanto una differente fustella compatibile con il sistema, pur rimanendo invariati i dischetti di cartoncino utilizzato.

### Movie Viewer
Tra anni sessanta e settanta, quando il marchio View-Master è di proprietà della GAF, con il marchio viene commercializzato un sistema di visione di film su pellicola Super 8, contenuti in una cartuccia di formato proprietario, chiamato View-Master Movie Viewer. Il sistema è tuttavia bidimensionale e non ha alcuna correlazione con la stereoscopia. Per questo sistema viene ad esempio commercializzato un filmato tratto dal lungometraggio di fantascienza del 1979 The Black Hole.

### Interactive Vision

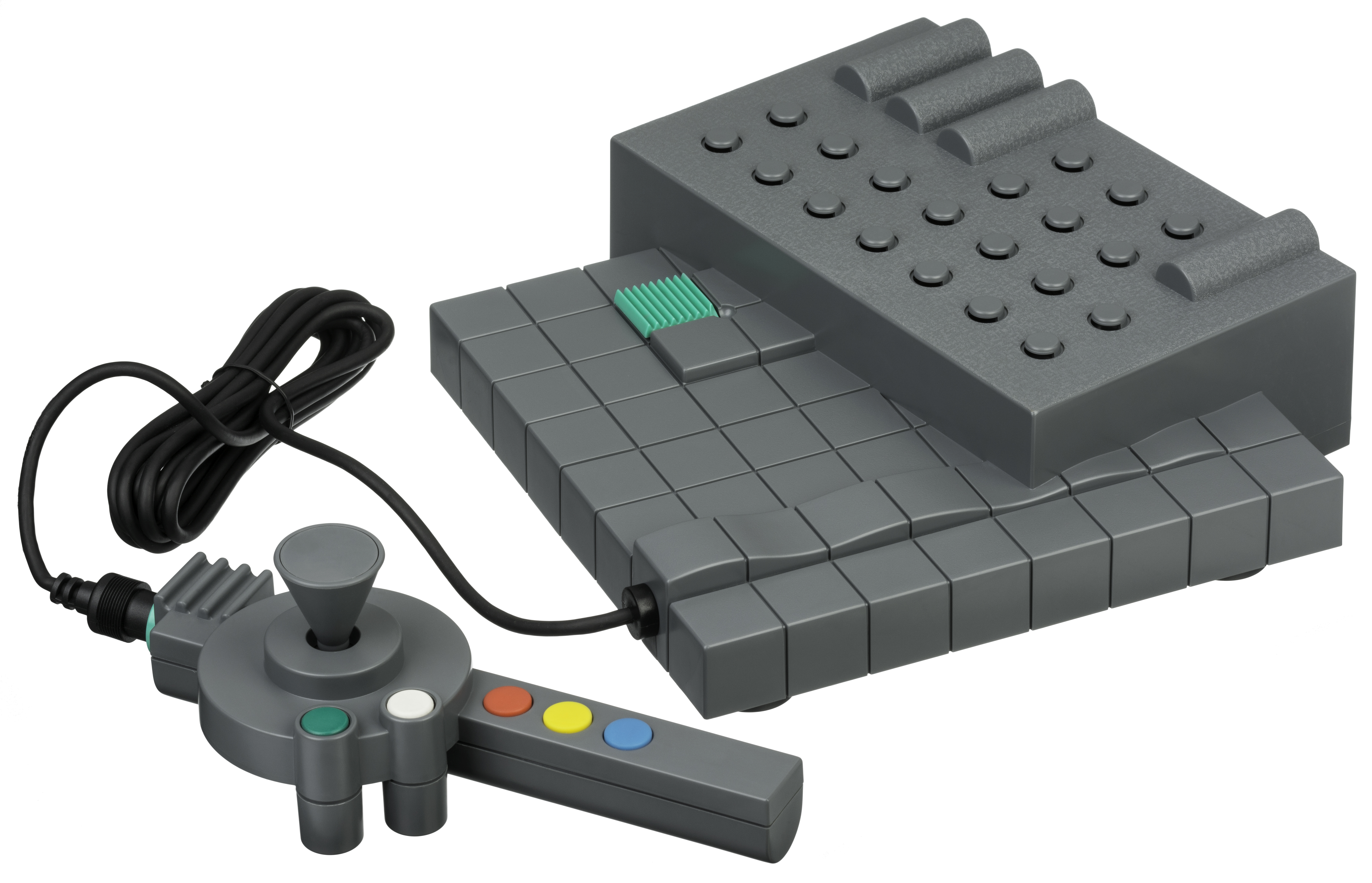
Console View-Master Interactive Vision

Negli anni ottanta la View-Master Ideal, che deteneva il marchio View-Master, commercializzò un sistema interattivo su videocassetta VHS con il nome di View-Master Interactive Vision. Il gioco comprendeva quattro giochi di Sesame Street, due giochi con i personaggi del Muppet Show e un gioco Disney, Disney's Cartoon Arcade.
Nonostante l'uso del marchio View-Master, il videogioco permetteva solamente una visione bidimensionale e non aveva perciò nessuna correlazione né con i dischetti per sistema View-Master, né con la stereoscopia. I soggetti presentati su sistema View-Master Interactive Vision, Sesame Street, Muppet Show e Disney, erano comunque presenti con differenti storie rispetto ai videogiochi, su alcuni set di dischetti View-Master, ciò solamente perché la View-Master Ideal ne deteneva i diritti di pubblicazione.

## Imitazioni e sistemi similari

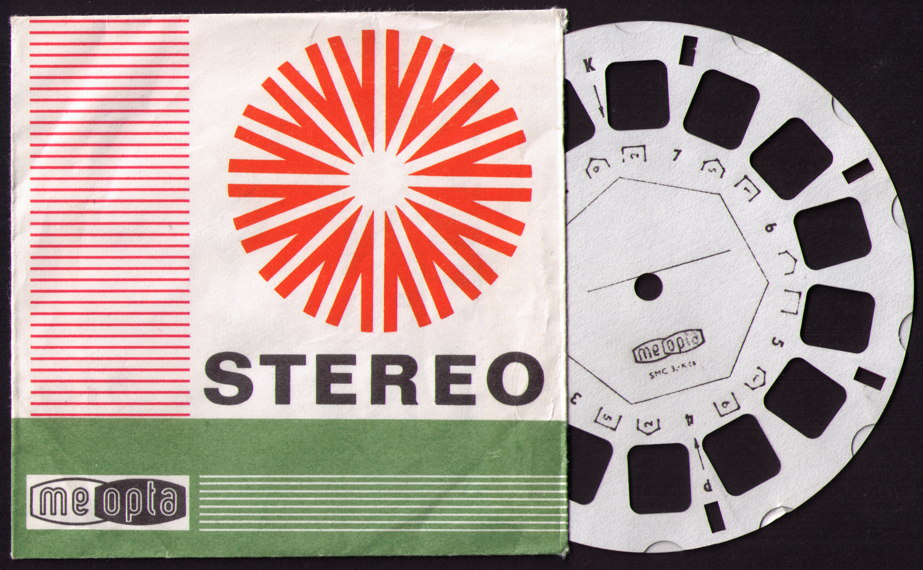
Dischetto per sistema stereoscopico Meoskop Meopta vuoto

I sistemi di visione stereoscopica su diapositiva a colori o in bianco e nero, sono un ausilio tipico del XX secolo, il View-Master fu preceduto in questo dal Tru-Vue, ma molti altri visori, influenzati dai due concorrenti statunitensi, furono immessi sul mercato a partire dagli anni quaranta.
Molti di questi si ispirarono direttamente al sistema a dischi circolari proprio del View-Master o al sistema a schede rettangolari da 1 a 10 coppie di diapositive cadauno, proprio del tardo Tru-Vue.
Molto più raramente fu imitata la prima versione del Tru-Vue, che utilizzava un rullino di pellicola fotografica positiva da 35 millimetri in bianco e nero, o l'ottocentesco stereoscopio con stampe su carta fotografica.
Il View-Master vanta numerose vere e proprie imitazioni, che utilizzano il medesimo formato di dischetti (spesso perfettamente interscambiabili), prodotte per la maggior parte in Europa tra gli anni cinquanta e gli anni settanta dello scorso secolo.
Di seguito un elenco delle imitazioni del View-Master conosciute.
| Nome                          | Casa produttrice                                          | Paese di produzione | Anno inizio produzione  | Anno fine produzione    | Note |
| ----------------------------- | --------------------------------------------------------- | ------------------- | ----------------------- | ----------------------- | --- |
| Arpa                          | Productos Arpa Color S.A.                                 | Spagna              | anni cinquanta          | anni cinquanta          | Visore spagnolo identico al View-Master Model C prodotto dalla Sawyer's. |
| Click TV                      | Flying Tiger Copenhagen                                   | Danimarca           | 2022                    | 2022                    | Visore verde imitazione del Model L della View-Master, realizzato in edizione limitata dall'azienda danese con dischetto allegato che ritrae disegni streoscopici di dinosauri. |
| de Wijs                       | de Wijs Company                                           | Paesi Bassi         | 1997                    | 1997                    | Prodotto in tiratura limitata, per gli appassionati di View-Master, con la finalità di fornire un visore di alta qualità, lo stereoscopio de Wijs è costruito in alluminio, le lenti hanno distanza variabile e messa a fuoco. Va utilizzato con dischetti View-Master o compatibili. |
| Filip                         | Filmové laboratoře Gottwaldov                             | Cecoslovacchia      | 1971                    | 1971                    | Visore pieghevole cecoslovacco, per dischetti Meopta e di conseguenza compatibile anche con quelli View-Master, era dato in omaggio. |
| Klad                          | Okresni Kovopodnik Kladno                                 | Cecoslovacchia      | anni cinquanta-sessanta | anni cinquanta-sessanta | Il visore è una smaccata imitazione del View-Master Model E. I dischetti, costruiti in sottilissimi fogli di alluminio verniciati di verde, venivano commercializzati sotto il marchio Plastikolor. |
| KMart Focal Pocket Viewer     | Prodev Ltd.                                               | Stati Uniti         | ?                       | ?                       | Espressamente realizzato per dischetti View-Master, questo visore pieghevole era regalato dalla catena di negozi KMart. |
| Meoskop                       | Meopta                                                    | Cecoslovacchia      | 1959                    | 1981                    | Il Meoskop della Meopta (ditta cecoslovacca sorta nel 1933 e tuttora operante nel campo degli strumenti ottici militari) è una delle imitazioni più popolari e diffuse del View-Master, che offre uno spaccato della vita oltre cortina dagli anni cinquanta agli anni ottanta. Il formato di dischetti Meopta è interscambiabile con quelli View-Master.                                                                                           |
| Noddy                         | Enid Blyton Ltd.                                          |                     |                         |                         | Imitazione del View-Master destinata ad un pubblico infantile, la dimensione dei dischetti non è compatibile con il sistema View-Master e lo scarto tra le due lenti è troppo ridotto per essere utilizzato da un adulto. |
| Paris Mon Oeil                | Design 100                                                | Francia             | 1992                    | 1992                    | Commissionato dalla Reunion Des Musees Nationaux di Parigi, veniva venduto con un solo dischetto raffigurante i monumenti di Parigi. La parte frontale del visore aveva la curiosa caratteristica di ricordare il muso di un gatto. |
| Photo-Scope                   | Moussa Pty. Ltd                                           | Australia           | 1947                    | 1947                    | Imitazione del View-Master australiana simile al Model C. Photoscope realizzò anche uno stereoscopio con illuminazione dall'alto e caricamento dei dischetti orizzontale, con specchi a 45º. I dischetti per questo sistema venivano venduti con il marchio Sight-Seer. |
| Slidetek                      | Ja-Ru                                                     | Cina                | 2005                    | 2005                    | Recente imitazione cinese del View-Master. |
| Stereobox                     | Kamenzer Spielwerke                                       | Germania Est        | anni ottanta            | anni ottanta            | Stereoscopio tedesco realizzato a imitazione di vari visori View-Master. Alcuni di essi venivano realizzati per essere commercializzati in Arabia Saudita. |
| Stereo•Rama                   | I.F.A.S. Stereo•Rama Generalstereo Bromostampa Technofilm | Italia              | 1955                    | fine anni sessanta      | Prodotto a Milano da una serie di ditte tra anni cinquanta e sessanta, lo Stereo•Rama è, assieme al Meoskop della Meopta, tra le imitazioni di View-Master più popolari. Il sistema prevede una vasta serie di dischetti realizzati appositamente per questo visore, costruito per lo più in bachelite e comprendente anche alcuni modelli con messa a fuoco regolabile.                                                                            |
| Stereo-Cine                   | S.I.S.E.                                                  | Italia              | 1951                    | 1951                    | Sistema di dischetti prodotto in Italia negli anni cinquanta dalla ditta S.I.S.E., che tuttavia non ha mai prodotto alcun visore stereoscopico per la visione di essi, destinati quindi a essere osservati con i visori View-Master. |
| Stereomax                     | Stereomax                                                 | Italia              | ?                       | ?                       | Sistema italiano che prevedeva visori stereoscopici e dischetti imitazione del View-Master, prodotti parallelamente alla Stereo•Rama. |
| Stereo-Vision ESA Girobserver | Imaginarium/ESA                                           | Italia              | 2011 (?)                | 2011 (?)                | Imitazione italiana realizzata in collaborazione con l'Agenzia Spaziale Europea, prodotta e distribuita da Imaginarium. Il visore, fornito di alcuni dischetti con immagini dello spazio, viene presentato con il nome ESA Girobserver, mentre il visore, una imitazione del Model L View-Master, riporta il nome Stereo-Vision. |
| Tele-Visex                    | Alto-Relevo                                               | Brasile             | anni cinquanta          | anni cinquanta          | Imitazione brasiliana del View-Master Model C. A differenza dell'originale però è chiuso con dei rivetti e può pertanto venire aperto per una eventuale pulizia. Anche i dischetti prodotti dalla Alto-Relevo per il sistema Tele-Visex erano imitazioni dei dischetti View-Master, nella grafica delle buste, quando non delle vere e proprie copie che riproducevano gli originali della Sawyer's, mantenendo anche lo stesso numero di catalogo. |

## Influenze nella cultura

### Cinema
- Un visore View-Master Model L compare nel film del 1997 L'ultimo contratto, appoggiato sul letto accanto a Minnie Driver e ad alcuni dischetti.[38]
- Il View-Master è presente nel film South Park - Il film: più grosso, più lungo & tutto intero del 1999.[38]
- Nel 1999 un visore View-Master Model L rosso appare sul tavolo, in mezzo ad altri oggetti, in una scena del film I Muppets venuti dallo spazio, diretto da Tim Hill. I Muppets sono stati protagonisti di svariati set per View-Master fin dagli anni settanta.[38]
- Nel film K-PAX - Da un altro mondo del 2001, diretto da Iain Softley, possiamo vedere il protagonista, Prot, interpretato da Kevin Spacey, in visita dal Dr. Powell (Jeff Bridges), impugnare un View-Master modello Virtual Viewer verde della Fisher-Price appartenente alle figlie di quest'ultimo.[38]
- Nel film islandese del 2003 Nói albinói, il protagonista, Nói, ricevere in regalo dalla nonna un visore View-Master Model J rosso della GAF con il quale osserva paesaggi tropicali verso i quali sogna di fuggire. Il View-Master rappresenta il suo desiderio di fuggire dall'Islanda. La visione delle diapositive attraverso il visore chiude la pellicola, con una delle diapositive che si anima divenendo un paesaggio reale.
- Nel film statunitense del 2010 Space Station 76, realizzato secondo un'estetica "retro-futurista" in stile anni settanta, a bordo della stazione spaziale Space Station 76 Donna (Kali Rocha) consulta un catalogo di moda stereoscopico utilizzando un visore View-Master Model L bianco.[39]

### Letteratura
- Nel libro Second Hand scritto da Michael Zadoorian nel 2000 (pubblicato in Italia da Marcos Y Marcos nel 2008), in un capitolo il protagonista cita il View-Master tra gli oggetti che si trovano all'interno del negozio dell'amico e concorrente Fred's Unique.

### Musica
- Nel 1996 i R.E.M. presentano l'album New Adventures in Hi-Fi con allegato un visore View-Master Model L nero chiamato Stereophonic on Film e un dischetto di immagini in bianco e nero a commento dei pezzi dell'album.
- Sulla copertina dell'album Lite del 1997, del gruppo italiano Dubital, appare un View-Master Model G.[40]
- Un raro visore View-Master Model J nero della GAF appare nel videoclip Just Can't Get Enough del 2009 della girl band britannica The Saturdays.
- Il View-Master è protagonista del videoclip del 2009 Back on my feet della cantante Missincat. L'intero videoclip è ambientato in una diapositiva stereoscopica del visore, mentre Missincat guarda le immagini attraverso un visore View-Master Model L Mattel/Fisher-Price.

### Televisione
- Una pubblicità televisiva GAF del 1971 per il View-Master ha come testimonial Henry Fonda e una giovanissima Jodie Foster.
- Nell'episodio Il carillon della serie televisiva Jarod il camaleonte (The Pretender, 1996-2000), un visore View-Master Model L rosso viene utilizzato da Miss Parker (Andrea Parker).[38]
- Il visore View-Master Model L appare frequentemente nella sit-com statunitense That '70s Show (1998-2006), ambientata negli anni settanta.[38]
- Nell'episodio del 1999 Quando niente quando troppo! dell'undicesima stagione della serie televisiva I Simpson, possiamo vedere Homer seduto a letto a guardare in un visore View-Master.[38]